# Palmyra (Maine)
Palmyra – miasto w Stanach Zjednoczonych, w stanie Maine, w hrabstwie Somerset.